# Rosh Pina Airport
Den här artikeln har delvis skapats av Lsjbot, ett program (en robot) för automatisk redigering (2016-09). Artikeln kan eventuellt innehålla språkliga fel eller ett märkligt bildurval. Mallen kan avlägsnas efter en kontroll av innehållet.
Rosh Pina Airport (engelska: Rosh Pina, Mahanayim Airfield, Ben Ya' akov Airport) är en flygplats i Israel som  invigdes 1943. Den ligger i den norra delen av landet. Rosh Pina Airport ligger 281 meter över havet.
Terrängen runt Rosh Pina Airport är huvudsakligen kuperad, men den allra närmaste omgivningen är platt. Runt Rosh Pina Airport är det ganska glesbefolkat, med 39 invånare per kvadratkilometer. Närmaste större samhälle är Safed, 7,3 km väster om Rosh Pina Airport. Trakten runt Rosh Pina Airport består till största delen av jordbruksmark.